# Cách mạng Kyrgyzstan 2010
Bạo động Kyrgyzstan năm 2010  là một loạt các cuộc phản kháng của người biểu tình chống chính phủ trên toàn Kyrgyzstan vào năm 2010. Cuộc bạo động bắt nguồn từ sự phản đối cách thức điều hành nền kinh tế yếu kém và sự hạn chế thông tin của chính phủ  bằng cách đóng cửa một số phương tiện tiện truyền thông mà đứng đầu là Tổng thống Kurmanbek Bakiyev. Ngày 6 tháng 4 những người biểu tình đã chiếm giữ 1 văn phòng của chính phủ ở  Talas, sang ngày mùng 7 đã diễn ra sự đụng độ giữa cảnh sát và người biểu tình ở thủ đô Bishkek khiến ít nhất 74 người chết 400 người bị thương.. Tổng thống Bakiyev đã rời thủ đô trên máy bay riêng của ông tới Osh, một chính phủ mới được các nhà lãnh đạo đối lập được lập nên, ngoại trưởng Roza Otunbayeva của chính phủ cũ được chỉ định làm thủ tướng.

## Diễn biến

### 6 tháng 4
Ngày mùng 6 tháng 4 khoảng 1000 người biểu tình đã xông vào văn phòng chính phủ ở phía Tây  Talas và bắt giữ các nhân viên chính phủ làm con tin. Đến buổi chiều lực lượng an ninh đã kiểm soát được tòa nhà nhưng sau đó những người biểu tình nhanh chóng chiếm lại. Chính quyền Kyrgyzstan đã tiến hành bắt giữ hai nhà lãnh đạo đối lập, Omurbek Tekebayev và  Almazbek Atambayev.

### 7 tháng 4
Vào sáng mùng 7, một nhóm nhỏ người biểu tình đã bị bắt giữ bên ngoài trụ sở của đảng Xã hội dân chủ ở Bishkek. Ngay sau đó, hàng trăm người đã tụ tập tiến hành biểu tình. Cảnh sát tiến hành giải tán đám đồng bằng hơi cay và lựu đạn khói, nhưng sau đó cảnh sát đã không kiểm soát được tình hình, lực lượng biểu tình chiếm giữ 2 xe bọc thép và các vũ khí tự động khác. Nhóm mgười biểu tình sau đó lên tới 3-5.000 người, lực lượng này di chuyển về trung tâm Ala-Too Square, xuất hiện tiếng súng nổ và lựu đạn khói, những người phản kháng bỏ chạy. 
Những người biểu tình được tại  Bishkek được tập hợp đầy đủ ở Quảng trường Ala-Too và bao vây Phủ Tổng thống, văn phòng của Tổng thống Kyrgyzstan. Cảnh sát bắt đầu sử dụng hơi cay, đạn cao su, lựu đạn để giải tán đám đông.. Người biểu tình đã dùng 2 xe tải để phá cổng tiến vào Nhà Trắng. Cảnh sát đã bắn đạn thật vào người biểu tình Cả cảnh sát và người biểu tình đều bị thương trong cuộc đụng độ, các ghi nhận cho thấy 41 người biểu tình đã thiệt mạng. Tình trạng khẩn cấp được ban bố, lệnh giới nghiêm được ban ra, tiến hành giới nghiêm từ 10 giờ tối ngày hôm trước đến 6 giờ sáng ngày hôm sau.
Đến cuối ngày thì người biểu tình và lực lượng đối lập xông vào trụ sở Quốc hội, lãnh tụ đối lập Omurbek Tekebayev bị bắt trước đó đã được thả ra Trụ sở của Đài truyền hình trung ương KTR cũng bị lực lượng biểu tình chiếm giữ.

## Phản ứng quốc tế
- Tổng thư ký Liên Hợp Quốc Ban Ki-moon: Vào ngày thứ 3 ông kêu gọi các bên kiềm chế, người phát ngôn của ông nói  "trong khi việc  tự do lập hội là một phần quan trọng của bất cứ xã hội dân chủ, luật pháp cũng phải được tôn trọng"[15] Sang ngày thứ 4 ông nói ông "đã bị sốc " bởi bạo lực, và người phát ngôn của ông cho biết ông "kêu gọi các bên  bình tĩnh và khẩn trương đối thoại để tránh thêm đổ máu."[16]
- Đại diện Cao ủy của Liên minh ngoại giao và chính sách bảo mật Liên minh châu Âu Catherine Ashton kêu gọi các bên hạn chế các hành động và đối thoại. Bà kêu gọi các bên hành động trong khuôn khổ Hiến pháp của Kyrgystan[17]
- Belarus - Người phát ngôn của  Bộ ngoại giao Andrei Savinykh nói, bày tỏ sự lo ngại và  "các cuộc biểu tình đường phố không phải là phương tiện giải quyết tranh chấp." Ông kêu gọi tất cả các bên để tránh bạo lực và giải quyết các vấn đề một cách hợp pháp.[18]
- Cộng hòa Nhân dân Trung Hoa - Phát ngôn viên Bộ ngoại giao Jiang Yu nói  Trung Quốc  "quan ngại sâu sắc", các bên bình tĩnh và tình hình nên sớm được khôi phục vì lợi ích, hòa bình và ổn định khu vực.[19]